# Hymenophyllum urbanii
Hymenophyllum urbanii är en hinnbräkenväxtart som beskrevs av Guido Georg Wilhelm Brause. Hymenophyllum urbanii ingår i släktet Hymenophyllum och familjen Hymenophyllaceae. Inga underarter finns listade.